# Electrick Children
Electrick Children (bra: A Fita Azul) é um filme dirigido por Rebecca Thomas lançado no Festival Internacional de Cinema de Berlim de 2012. No Brasil, foi lançado nos cinemas pela Europa Filmes em 24 de janeiro de 2014.

## Enredo
Uma garota de 15 anos, Rachel McKnight, membro de uma comunidade fundamentalista mórmon em Utah, que, ouvindo um gravador de cassetes, pela primeira vez, ouve uma música de uma banda de rock obscura em uma fita azul. Seu irmão, o Sr. Will, toma-a dela, afirmando que é para ser usado apenas para os propósitos de Deus. Quando ela encontra-se grávida, ela está convencida de que ela concebeu milagrosamente, como a Virgem Maria, por meio da cassete. Depois de ser questionada por seus pais, seu irmão é acusado de impregnar-la, e é convidado a deixar a comunidade, enquanto Rachel é dito que ela vai se casar no dia seguinte.
Ao invés de passar por um casamento forçado arranjado por seu pai Paul, ela foge para Las Vegas, juntamente com o Sr. Will, que está dormindo na cama da camionete da família. Em Las Vegas, ela cai nas mãos de um grupo de skatistas que vivem juntos e são de uma banda, depois de ser atraída para um dos meninos que veste uma camisa com uma cassete nele. Ela se envolve romanticamente com Clyde, um dos skatistas. Uma noite, ele se oferece para casar com ela, e diz que juntos eles podem olhar para o homem na fita, e que ela pode deixá-lo quando encontrá-lo. Quando uma viagem para casa dos pais de Clyde vai mal, o Sr. Will é preso e Rachel foge.
Lembrando uma das histórias de ninar de sua mãe, ela impulsivamente segue um Ford Mustang vermelho e descobre o homem que gravou a fita é de fato seu pai biológico. Finalmente, ela decide voltar para sua comunidade. Sr. Will é socorrido da prisão pelo pai de Rachel, que está olhando por ela. Juntos, ele e Sr. Will dirigem para a comunidade, apesar de admitir que eles não formaram um plano sobre o que fazer quando chegarem. Eles descobrem que Clyde teve a van quebrada na estrada e avançam para a comunidade. Como ela está prestes a se casar, seu pai biológico, o Sr. Will e Clyde vão para frente da igreja no Mustang vermelho e resgatam-a.
Sr. Will retorna para a comunidade com uma gravação que Rachel fez na cassete azul. Depois de ouvir a gravação  de sua mãe, ela o abraça e sai da sala. Agora, Rachel acredita firmemente que Deus é pai de seu filho. Clyde e Rachel estão vivendo em uma barraca na praia e com as mãos dadas enquanto andam através das ondas ao som da música na cassete azul.[carece de fontes?]

## Elenco
- Julia Garner ... Rachel
- Rory Culkin ... Clyde
- Liam Aiken ... Sr. Will
- Bill Sage ... Tim
- Cynthia Watros ... Gay Lynn
- Billy Zane ... Paul

## Produção
A diretora Rebecca Thomas foi criada como um Mórmon. Ela primeiro pesquisou o fundamentalisto mórmon para um documentário, e mais tarde foi inspirado por Pier Paolo Pasolini em O Evangelho Segundo São Mateus.

## Lançamento
O filme foi exibido pela primeira vez na Europa, no Film Festivalon International em Berlin em 10 de fevereiro de 2012, nos Estados Unidos no South by Southwest Film Festival em 15 de Março de 2012, e na América do Sul no Festival Internacional de Independent Cinema em Buenos Aires em abril de 2012. O lançamento geral foi no dia 8 de março de 2013.

## Recepção
No site agregador de críticas Rotten Tomatoes, 88% das  avaliações dos críticos são positivas, com uma classificação média de 25/10. O consenso do site afirma: "Uma forte estreia na direção de Rebecca Thomas, Electrick Children também apresenta uma excelente atuação de Julia Garner como uma adolescente selvagem de uma família conservadora." O Metacritic, que usa uma média ponderada, atribuiu ao filme uma pontuação de 60 em 100, baseado em 9 críticos, indicando críticas "mistas ou médias".
Stephen Holden, do New York Times disse que o filme era "nem comédia, nem drama, nem sátira, mas uma mistura surreal infundido com realismo mágico." Ele criticou a falta de continuidade narrativa, mas disse que "doçura subjacente do filme deixa um brilho residual." Catherine Shoard do The Guardian disse que o filme foi "tão habilmente feito é que de três partes de encantamento tem uma parte para irritação." Ela chamou o desempenho do Garner "magnético", e disse que a comunidade de McKnight foi retratada de forma convincente. Lelie Felperin do Variety chamou-lhe de "uma doce fatia de capricho indie."